# Agabus africanus
Agabus africanus är en skalbaggsart som beskrevs av Pederzani och Schizzerotto 1998. Agabus africanus ingår i släktet Agabus och familjen dykare. Inga underarter finns listade i Catalogue of Life.